# Partido judicial de Fuengirola
El partido judicial de Fuengirola es el  partido judicial n.º 5 de la provincia de Málaga, y uno de los 85 partidos judiciales en los que se divide la comunidad autónoma de Andalucía. Fue creado con municipios anteriormente adscritos al partido judicial de Marbella. Comprende los municipios de Fuengirola y Mijas, ambos situados en la provincia de Málaga. La cabeza de partido y por tanto sede de las instituciones judiciales es Fuengirola. Cuenta con un Juzgado Decano, cuatro juzgados de Primera Instancia, cuatro de Instrucción y un juzgado de violencia sobre la mujer.

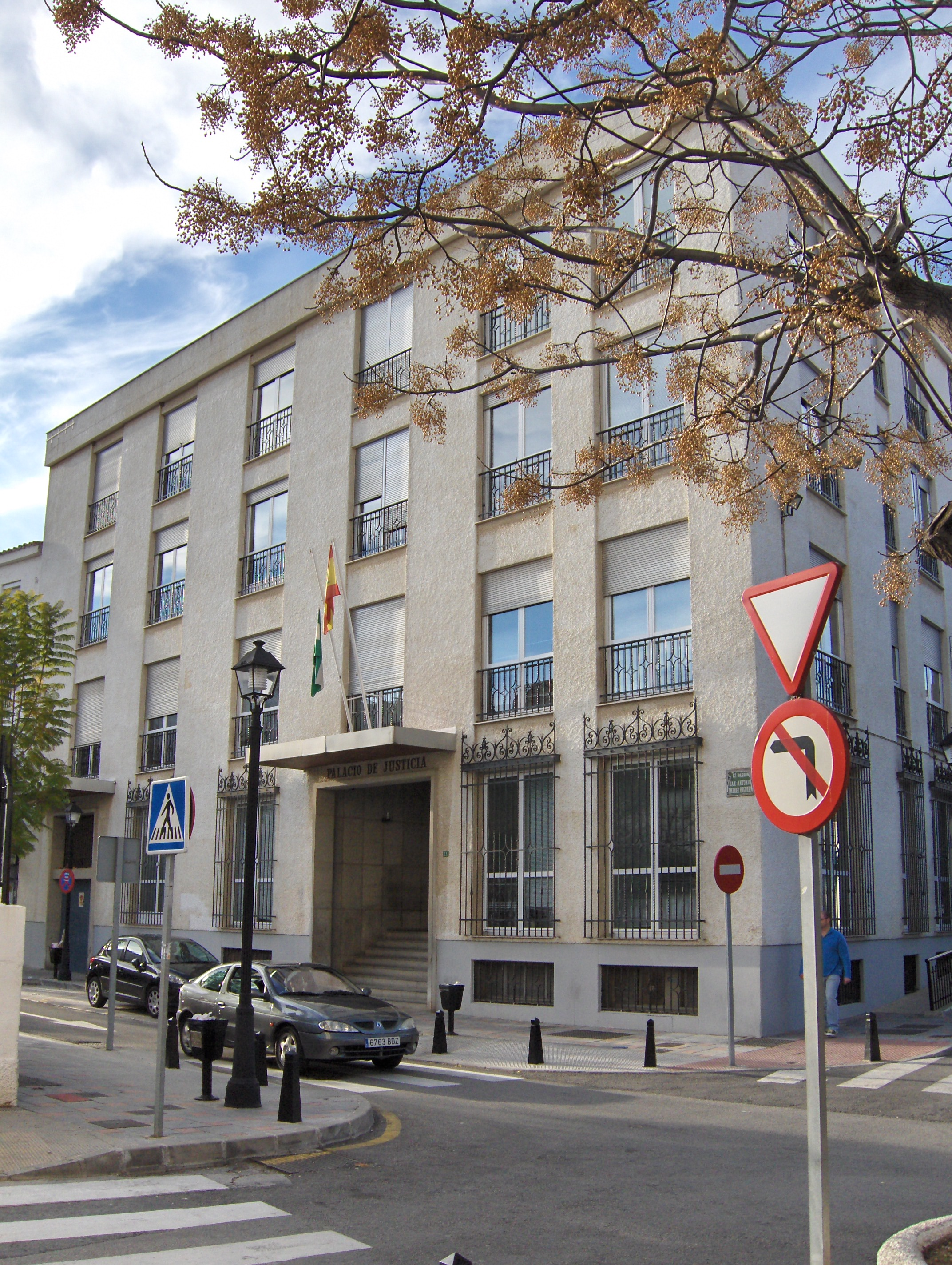
Palacio de Justicia de Fuengirola